# Jardim Nakamura
O Jardim Nakamura é uma favela localizada na Zona Sul de São Paulo, que pertence ao distrito de Jardim Ângela. É uma das regiões mais densamente habitadas da capital paulista - embora há algumas décadas atrás fosse um território rural. É constituído por cerca de 13 mil moradores e está localizado a 27 quilômetros do que é considerado o marco zero da cidade - o Distrito da Sé.

## História
Na década de 1960, com a instalação de muitas fábricas na região de Santo Amaro, iniciou-se uma ocupação de moradias de trabalhadores que chegavam de vários estados e do interior paulista para trabalhar e não encontravam lugares acessíveis para morar. Com o passar dos anos, o processo de urbanização espontâneo e a explosão demográfica se intensifiram, avançando também para áreas de preservação ambiental e de mananciais, como é o caso do Jardim Nakamura.

## Violência
No ano de 1996, o bairro de Jardim Ângela, que abriga o bairro do Jardim Nakamura na zona sul, foi considerado um dos mais violentos do mundo pela ONU (Organização das Nações Unidas), fazendo parte do “triângulo da morte”, juntamente com Jardim São Luís e Capão Redondo. A taxa de homicídios era de 98 para cada 100 mil habitantes na região. No entanto, a situação mudou ao longo dos anos e, entre 2021-2022, o Jardim Ângela não figurou nem entre os 5 bairros mais perigosos da capital segundo o Índice de Exposição aos Crimes Violentos (IECV), divulgado pelo Instituto Sou da Paz.
Uma das razões para a mudança desse panorama é o destaque no cenário local de organizações, movimentos e iniciativas cidadãs que visam o desenvolvimento social, econômico e ambiental da região, destacando o bairro como importante espaço de trocas culturais e sociais. Alguns destes são a organização Família Nakamura, que organiza treinos de futebol para jovens, e o Instituto Favela da Paz que dá aula de percussão e conta com estúdio de gravação. Criado em 2010 pelos irmãos Cláudio e Fábio Miranda, que nasceram na comunidade, o projeto também tem como propósito desenvolver e implementar tecnologias sustentáveis e acessíveis no Jardim Nakamura.

## Atualidade

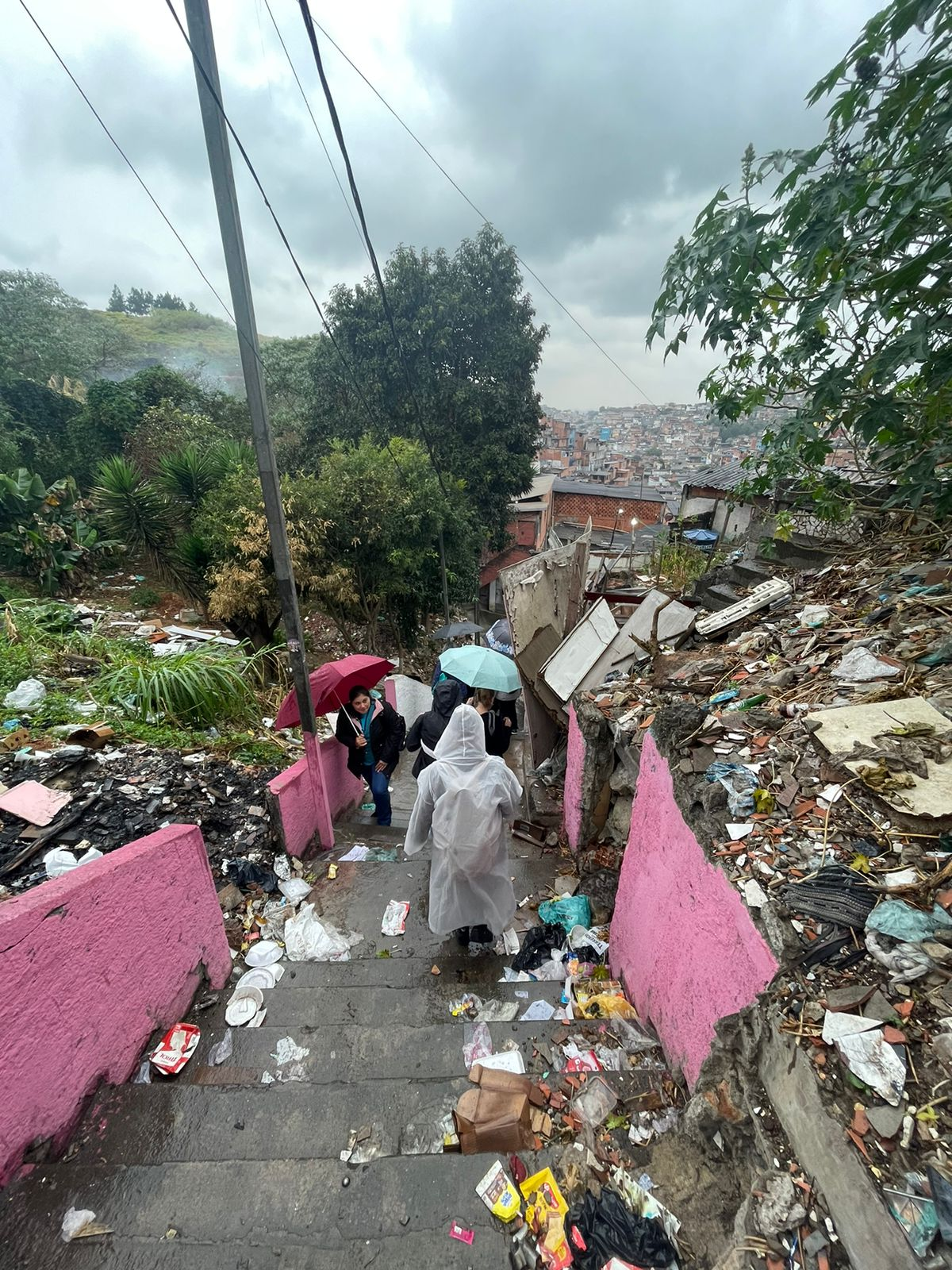
Entulhos em uma escadaria que é um dos principais acessos ao Jardim Nakamura

O Jardim Nakamura apresenta grande diversidade de atuação social, destaques ambientais e uma intensa vida urbana. Um dos principais desafios remete aos conflitos de propriedade e ao distanciamento do governo. Evidencia-se a dificuldade enfrentada a alguns anos com a presença de grande quantidade de entulhos, animais e resíduos em uma das principais escadarias de acesso ao bairro, resultado de uma desapropriação de ocupações em terreno privado pela Prefeitura.
Uma das reclamações frequentes dos moradores do bairro é do descanso com o qual a região é tratada pelo poder público. Muitas vias não possuem calçada ou elas estão em péssimo estado de conservação, córregos correm a céu aberto e há até infestação de baratas em ônibus.
Outra característica marcante do bairro são as trocas econômicas informais que acontecem no território, muitas vezes como complemento à renda familiar ou como saída única de subsistência. Há uma grande quantidade de moradores que anunciam nas próprias residências aluguel de quartos, venda de alimentos, creches informais ou venda de uma variedade de produtos.
É importante ressaltar que no passado, a associação de moradores do bairro foi atuante nas lutas comunitárias e responsável por várias conquistas do Jardim Nakamura, como a construção coletiva de escadões de acesso, que devido à diferença altimétrica da região são essenciais aos deslocamentos a pé e encurtam distâncias para quem caminha por ali, além do asfaltamento do bairro, a implantação da única praça pública e a inserção de serviços públicos como a escola públicas e o posto de saúde.

## Projeto de legibilidade cidadã

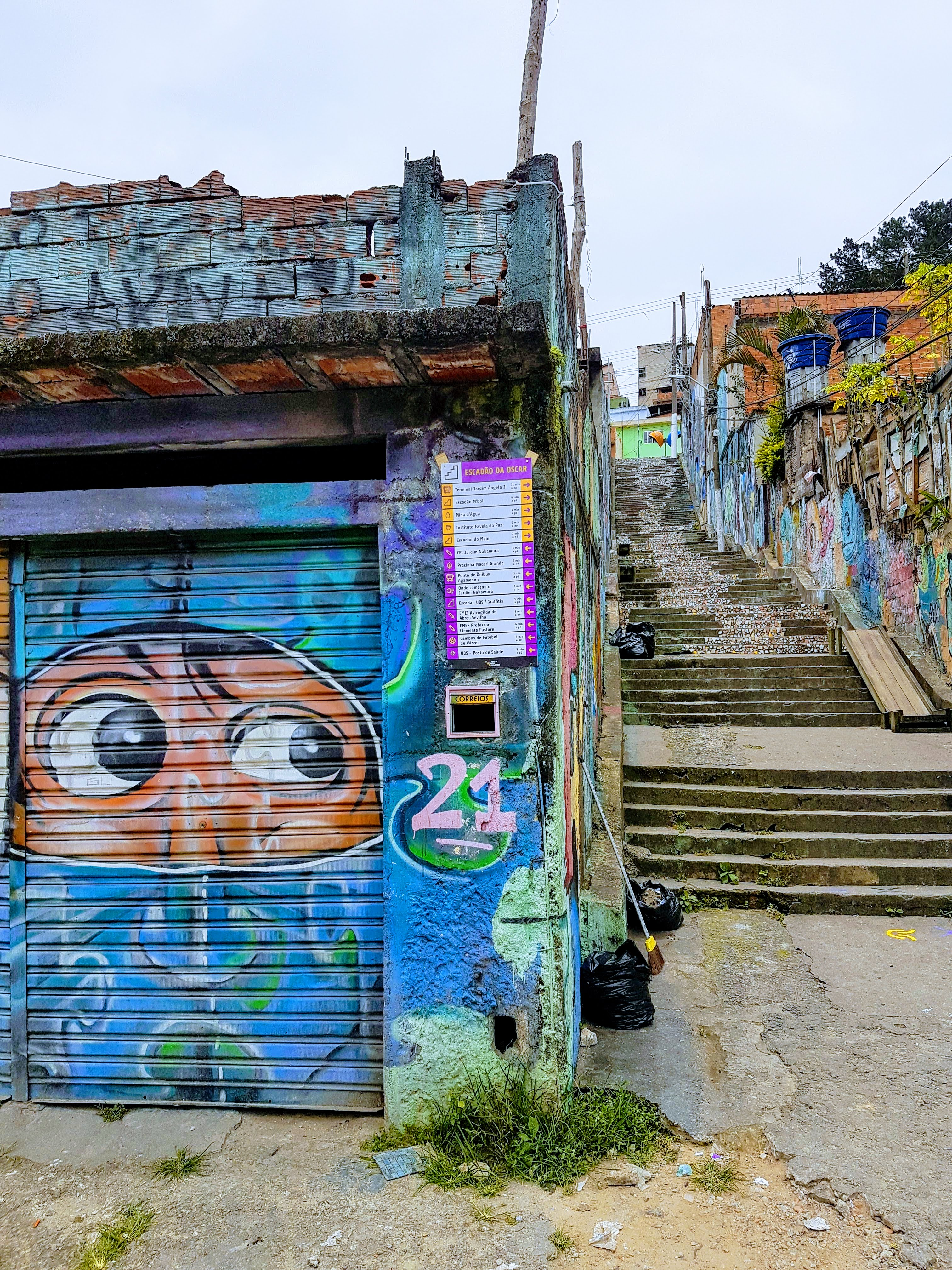
Placa de legibilidade colada em uma casa no Jardim Nakamura

O Passeia, Jardim Nakamura é um projeto-piloto de legibilidade cidadã que visa melhorar a experiência de deslocamentos a pé e promover a valorização da comunidade local e do território desenvolvido em 2018 pelo Instituto Caminhabilidade, Instituto COURB, Favela da Paz, Ciclo social arte, Manifestação, Fluxo Imagens e FNK com as escolas municipais e estaduais do bairro.
O projeto estimulou o engajamento comunitário e de entidades locais para mapear pontos atrativos do bairro e co-criar uma estratégia que os valorize e conecte, favorecendo o deslocamento a pé. Como resultado, foram produzidos mapas de navegação e placas de sinalização e informação sobre cada local, depois fixados nos muros através de um mutirão realizado com os moradores.
A iniciativa também resultou na criação de um roteiro a pé pelo bairro com o intuito não só de trazer pessoas de fora para conhecer, ampliando as trocas sociais, mas também gerar um auto reconhecimento e valorização do local e de sua comunidade. Dessa forma, agentes locais também passaram por oficinas para criar o roteiro e receber visitantes no bairro, conectando ativos e potenciais.
Como desdobramento, ainda, as escolas foram envolvidas, o que deu origem a projetos pedagógicos sobre histórias locais e entrevistas a moradores. Isso trouxe visibilidade à comunidade que, com articulação e apoio do Instituto Caminhabilidade, também recebeu ações da CET-SP dentro do programa Rota Escolar Segura, com ampliação de calçadas de forma tática e implementação de novas travessias.